# IC 4084
IC 4084 је двојна звијезда у сазвјежђу Ловачки пси која се налази на листи објеката дубоког неба у Индекс каталогу.
Деклинација објекта је + 36° 57' 57" а ректасцензија 13h 1m 41,2s.